# Vilho Niittymaa
Vilho Aleksander « Vihilo » Niittymaa (né le 19 août 1896 à Yläne et décédé le 29 juin 1979 à Helsinki) est un athlète finlandais spécialiste du lancer du disque. Licencié au Rauman Urheilijat, il mesurait 1,79 m pour 80 kg.

## Biographie

### Palmarès
| Date | Compétition           | Lieu  | Résultat | Performance |
| ---- | --------------------- | ----- | -------- | ----------- |
| 1924 | Jeux olympiques d'été | Paris | 2e       | 44,95 m     |

### Records
| Épreuve          | Performance | Lieu | Date |
| ---------------- | ----------- | ---- | ---- |
| Lancer du disque | 46,95 m     |      | 1925 |